# Ryan Joyce
Ryan Joyce (Newcastle upon Tyne, 20 september 1985) is een Engels darter, die uitkomt voor de PDC. Zijn bijnaam luidt Relentless.

## Carrière
In 2013 won Joyce de Turkish Open voor koppels, en in 2015 de Welsh Open voor koppels, samen met Andy Chalmers.
In 2017 debuteerde Joyce op Lakeside, het wereldkampioenschap van de BDO. In 2018 maakte hij zijn opwachting op het PDC World Darts Championship en versloeg Simon Whitlock, Alan Norris en James Wade voor een plek in de kwartfinale, waarin hij verloor van Michael van Gerwen. 
In 2020 won hij tijdens Players Championship 10 zijn eerste titel bij de PDC door in de finale met 8-7 te winnen van Dave Chisnall.
Op 11 juli 2023 versloeg Joyce tijdens Players Championship 16 achtereenvolgend Richie Burnett, Steve Beaton, Rusty-Jake Rodriguez, Martin Schindler, Dirk van Duijvenbode en José de Sousa, waarmee hij de finale bereikte. Daarin was Damon Heta met 8-4 te sterk.
Op 29 september 2023 ging de Engelsman op Players Championship 16 langs Danny van Trijp, Ritchie Edhouse, Jurjen van der Velde, Christian Kist, Michael van Gerwen en Jonny Clayton. De finale waarvoor hij zich op deze manier plaatste, werd gewonnen door Gary Anderson met een uitslag van 8-4.
Tijdens Players Championship 26, dat plaatsvond op 19 oktober 2023, passeerde Joyce achtereenvolgend Callan Rydz, Alan Soutar, Daniel Klose, Mervyn King, José de Sousa en Ritchie Edhouse om de finale te bereiken. Daarin won hij met 8-7 van Gerwyn Price om zijn tweede PDC-titel te bemachtigen.
Door Daniel Klose, Joe Cullen, Jermaine Wattimena en Damon Heta te verslaan op de Players Championship Finals 2023, bereikte Joyce zijn eerste halve finale op een PDC-hoofdtoernooi. Daarin was uiteindelijke winnaar Luke Humphries te sterk.
Met overwinningen op Josh Rock, Nathan Aspinall en Rob Cross bereikte Joyce de halve finale van de World Grand Prix 2024, waarin Luke Humphries voor zijn uitschakeling zorgde.
Zijn eerste kwartfinale, halve finale en finale op de European Tour bereikte Joyce op de European Darts Trophy 2025. Hij versloeg Joe Cullen, Dimitri Van den Bergh, Rob Cross, Cameron Menzies en Michael van Gerwen op weg naar de finale, waarin Nathan Aspinall won met een uitslag van 8-4.

## Resultaten op Wereldkampioenschappen

### BDO
- 2017: Laatste 32 (verloren van Martin Adams 2-3)

### PDC
- 2019: Kwartfinale (verloren van Michael van Gerwen 1-5)
- 2020: Laatste 96 (verloren van Jan Dekker 2-3)
- 2021: Laatste 64 (verloren van Krzysztof Ratajski met 0-3)
- 2022: Laatste 64 (verloren van Mervyn King met 2-3)
- 2023: Laatste 96 (verloren van Scott Williams met 1-3)
- 2024: Laatste 64 (verloren van Stephen Bunting met 0-3)
- 2025: Laatste 16 (verloren van Luke Littler met 3-4)

## Resultaten op de World Matchplay
- 2020: Laatste 32 (verloren van Simon Whitlock met 4-10)
- 2024: Laatste 32 (verloren van Stephen Bunting met 10-12)
- 2025: Laatste 32 (verloren van Stephen Bunting met 8-10)

## Prestatietabel
| Toernooi                     | 2018 | 2019 | 2020 | 2021 | 2022 | 2023 | 2024 | 2025 |
| ---------------------------- | ---- | ---- | ---- | ---- | ---- | ---- | ---- | ---- |
| PDC World Championship       | GD   | KF   | 1R   | 2R   | 2R   | 1R   | 2R   | 4R   |
| UK Open                      | GD   | 4R   | 4R   | 4R   | 4R   | 3R   | 3R   | 6R   |
| World Matchplay              | GD   | GD   | 1R   | GD   | GD   | GD   | 1R   | 1R   |
| World Grand Prix             | GD   | GD   | 2R   | GD   | GD   | GD   | HF   |      |
| Grand Slam of Darts          | GD   | GD   | GR   | 2R   | GD   | GD   | 2R   |      |
| Players Championship Finals  | 1R   | 1R   | 1R   | 2R   | 3R   | HF   | KF   |      |
| The Masters                  | GD   | GD   | GD   | GD   | GD   | GD   | GD   | VR   |
| World Series of Darts Finals | GD   | GD   | GD   | GD   | KF   | GD   | GD   |      |
| Statistieken carrière        |      |      |      |      |      |      |      |      |
| Ranking eind seizoen         | 74   | 43   | 37   | 38   | 40   | 35   | 33   |      |

|    | Toelichting   |
| #R | Ronde         |
| KF | Kwartfinale   |
| HF | Halve finale  |
| F  | Finale        |
| W  | Winnaar       |
| GD | Geen deelname |

## Trivia
- Joyce zijn opkomstmuziek en spelersshirt staan in het teken staat van het klassieke videospel Tetris.[15]